# Offentlig forvaltning
 For alternative betydninger, se Administration.
Offentlig forvaltning eller offentlig administration er en fællesbetegnelse for det organisationsapparat som forbereder, udreder og iværksætter beslutninger, som er taget af politiske myndigheder. I moderne samfund har den offentlige forvaltning endvidere fået en stadig stigende selvstændig beslutningsmyndighed. 
Oftest anvendes begrebet offentlig forvaltning synonymt med statsforvaltning.[kilde mangler]